# Wolfgang Engelmann
Wolfgang Engelmann (27 de junho de 1942 - 12 de novembro de 2020) foi um político alemão da União Democrata-Cristã (CDU) e ex-membro do Bundestag alemão.
Engelmann nasceu a 27 de junho de 1942 em Neuwürschnitz. Ele ingressou na CDU em 1962. Nas eleições federais de 1990 e 1994, Engelmann obteve um mandato direto em ambos os anos pelo círculo eleitoral de Annaberg - Stollberg - Zschopau e, portanto, foi membro do Bundestag alemão por oito anos.